# Centris dimidiata
Centris dimidiata är en biart som först beskrevs av Olivier 1789.  Centris dimidiata ingår i släktet Centris och familjen långtungebin. Inga underarter finns listade.